# Brytyjskie Terytoria Zachodniego Pacyfiku

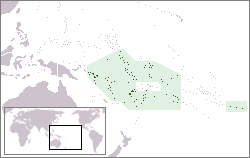
Brytyjskie terytoria Zachodniego pacyfiku

Brytyjskie Terytoria Zachodniego Pacyfiku (ang. British Western Pacific Territories) - zbiór kolonii brytyjskich znajdujących się na kilku wyspach Pacyfiku w regionie Oceanii, utworzony w 1877 roku i będący pod administracją Monarchii Brytyjskiej reprezentowanym przez wysokiego komisarza.

## Wyspy
- Canton i Enderbury (1939 - 1971) - obecnie część Kiribati.
- Wyspy Cooka (1893 - 1901) - obecnie terytorium stowarzyszone z Nową Zelandią.
- Fidżi (1877 - 1952) - obecnie niepodległe.
- Wyspy Gilberta i Lagunowe (1916 - 1971) - obecnie niepodległe jako Kiribati i Tuvalu.
- Nauru (1914 - 1921) - obecnie niepodległe.
- Nowe Hebrydy (1906 - 1971) - obecnie niepodległe jako Vanuatu.
- Savage Island (1900 - 1901) - obecnie jako Niue, stowarzyszone z Nową Zelandią.
- Pitcairn (1898 - 1952) - obecnie Brytyjskie terytorium zamorskie.
- Wyspy Salomona (1893 - 1978) - obecnie niepodległe.
- Tonga (1900 - 1952) - obecnie niepodległe.
- Union Islands (1877 - 1926) - obecnie Tokelau, terytorium zależne Nowej Zelandii.